# کری دینت
کری دینت (انگلیسی: Kerry Dienelt؛ زادهٔ ۲۵ فوریهٔ ۱۹۶۹) بازیکن سافت‌بال اهل استرالیا است.